# 围底河
围底河，位于中国广东省西南部，是罗定江右岸支流，发源于信宜市东部的双洞，北流经信宜市思贺镇、罗定市船步镇、围底镇，于罗定市与郁南县交界处的郁南县河口镇甘罗村东水口汇入罗定江。干流长85千米，平均比降1.82‰，流域面积824平方千米。